# Citadelle d'Anvers
La citadelle d'Anvers, également connue sous le nom de château du Sud, est une forteresse militaire située au sud de la ville d'Anvers, aujourd'hui démolie.
Elle est construite entre 1567 et 1572 sur ordre du duc d'Albe Ferdinand Alvare de Tolède, gouverneur des Pays-Bas. Intégrée au système défensif de la barrière Wellington lors de la période du royaume uni des Pays-Bas, la citadelle subit un siège par l'armée française en 1832 afin d'être rendue à la Belgique, alors devenue indépendante. 
Après avoir été intégrée à la position fortifiée d'Anvers, elle est complètement arasée en 1881.

## Histoire

### La construction et la furie espagnole

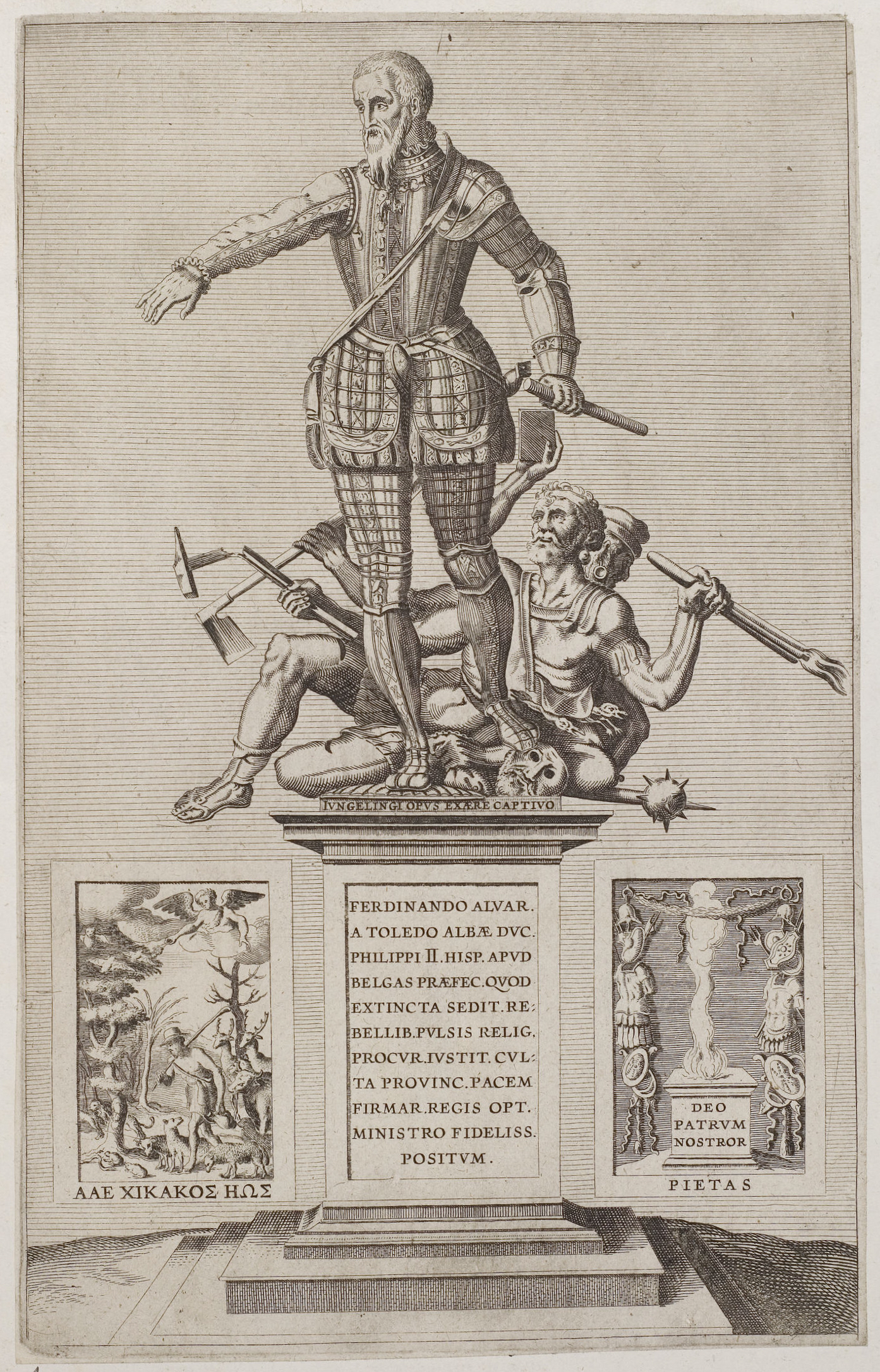
Statue du duc d'Albe foulant aux pieds l'hérésie, élevée sous la domination espagnole et abattue en 1792.

Le duc d'Albe devint gouverneur des Pays-Bas espagnols en 1567 après le départ de Marguerite de Parme, avec la mission de réprimer l'iconoclasme survenu un an plus tôt dans le plat pays. Dès son arrivée, il se mit à la recherche d'un endroit propice à la construction d'une forteresse, destinée principalement à étouffer dans l'œuf toute tentative de soulèvement de la population anversoise. L'architecte et ingénieur militaire italien Francesco Paciotto dessina les plans de la citadelle qui furent modifiés après son départ par son compatriote Bartolomeo Campi. Le résultat final fut une citadelle pentagonale, comportant un bastion à flancs brisés à chaque angle et portant les noms de Hernando, Toledo, Paciotto, d'Albe et Le Duc. 
La citadelle est construite à l'extrémité sud de la muraille de la ville, à l'emplacement actuel du quartier dénommé Het Zuid (Le Sud). Un certain nombre de bâtiments occupaient l'espace intérieur, dont des casernes, des poudrières, des abris à l'épreuve des bombes et une chapelle. La citadelle s'étendait sur une superficie totale de cinq hectares et était entourée d'un fossé.
Pendant la guerre de Quatre-Vingts Ans, la citadelle sert de base de départ au sac d'Anvers (la « fureur espagnole ») de 1576, sous les ordres de Sancho d'Avila, alors commandant de la citadelle.
Après la conquête française en septembre 1792, le général républicain Francisco de Miranda fait planter un arbre de la liberté à la place de la statue du duc d'Albe et renommer les cinq bastions des fortifications : Albe, Du Duc, Hernando, Toledo et Paciotto devinrent Dumouriez, Pétion, Mirabeau, Rousseau et Helvétius.

### Période néerlandaise
Lors de la période du royaume uni des Pays-Bas, l'ouvrage, ceux des alentours et l'enceinte d'Anvers sont intégrés au système défensif de la barrière Wellington, érigé contre la France. La citadelle abrite la 15e afdeeling des forces armées du royaume uni des Pays-Bas.

### Révolution belge

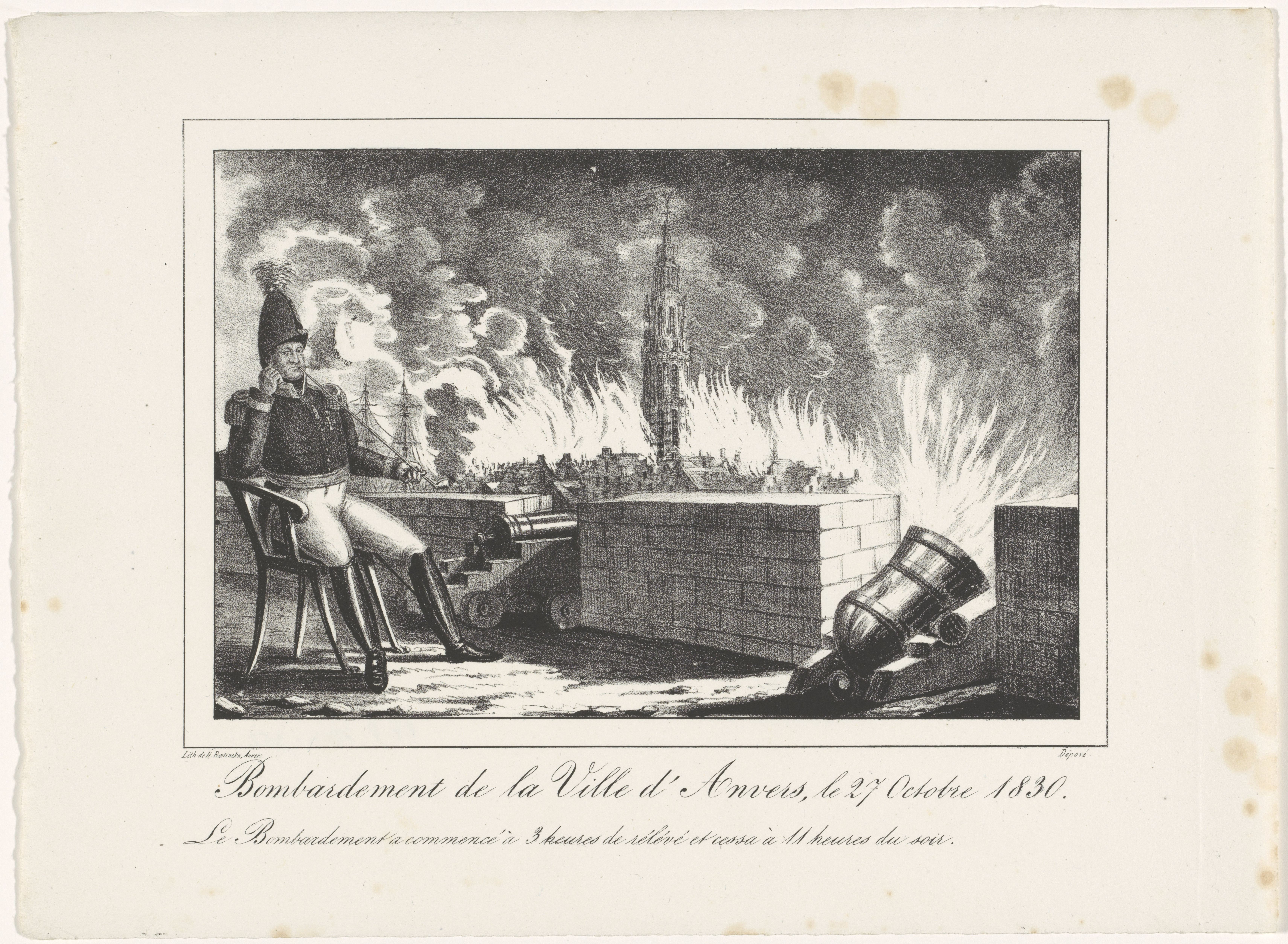
Caricature du général néerlandais David Chassé, commandant de la citadelle d'Anvers lors du bombardement de la ville pendant la guerre belgo-néerlandaise le 27 octobre 1830.

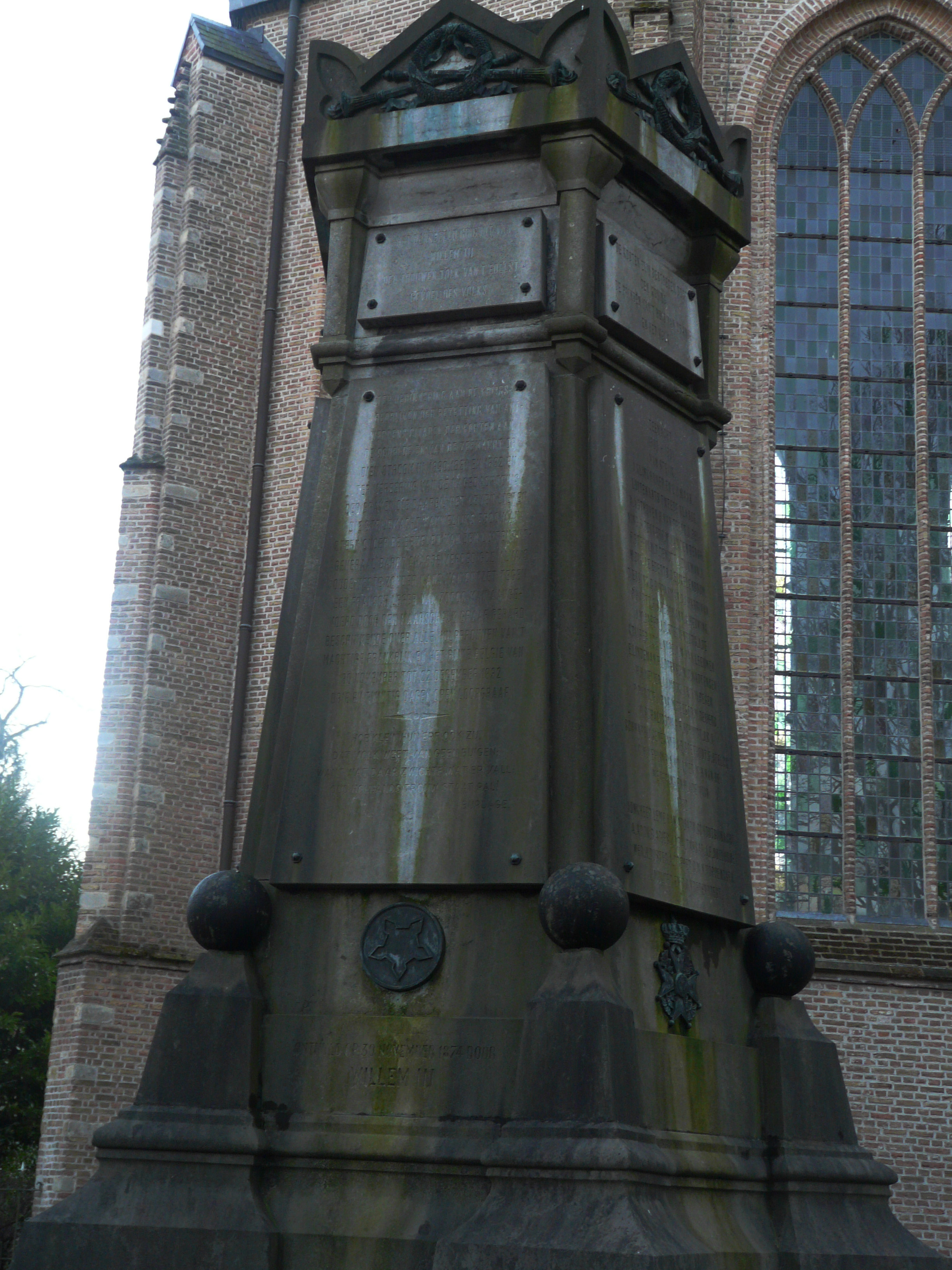
Le monument de la citadelle à Ginneken (Pays-Bas).

Pendant la révolution belge de 1830, la citadelle d'Anvers est commandée par le général néerlandais David Hendrik Chassé qui y dirige le 4e grand commandement militaire. Lorsque les révolutionnaires belges prennent la ville à l'issue d'intenses combats le 27 octobre 1830, il se réfugie dans la forteresse et, après un échange de tir prolongés, il conclut un cessez-le-feu avec le commandement belge, mais qui n'est pas respecté par les volontaires belges. En conséquence de quoi, il se soumet aux ordres du Duc de Saxe-Weimar, qui lui intime de faire bombarder la ville depuis la citadelle, le fort de tête de Flandres et la flottille en place sur l'Escaut, dirigée par Jan Evert Lewe van Aduard. L'action déclenche un incendie majeur, ravage 230 habitations et coûte la vie à 85 personnes. Malgré cela, la citadelle ne se rend pas et l'armée du royaume uni des Pays-Bas continue de l'occuper malgré les premières victoires belges lors de la guerre belgo-néerlandaise et la reconnaissance de l'indépendance de la Belgique par les grandes puissances européennes réunies lors de la conférence de Londres.
Deux ans plus tard, la France, alors alliée de la jeune Belgique, intervient militairement afin de déloger les troupes néerlandaises qui demeurent en garnison dans la citadelle. Elle y engage pour la deuxième fois un corps expéditionnaire, après que celui-ci soit intervenu pour repousser les forces armées néerlandaises lors de la campagne des Dix-Jours en août 1831. Les troupes commandées par le général Étienne Maurice Gérard mettent le siège devant la citadelle à partir du 30 novembre 1832. Le 24 décembre 1832, le général Chassé, qui occupait la citadelle, se rend à l'armée française après avoir subi de lourds bombardements d'artillerie. La citadelle d'Anvers est l'un des derniers forts classiques à avoir été conquis suivant un plan de siège éprouvé visant à ouvrir une brèche décisive dans ses murailles. 

### Utilisation par la Belgique et démolition
Sous le royaume de Belgique, la ville est dotée d'une enceinte de fortifications modernes entre 1878 et 1885. La citadelle, devenue inutile, est démolie, la destruction totale étant achevée en 1881.

## Médaille et monuments
La Médaille d'Anvers, une médaille commémorative pour les soldats néerlandais qui ont combattu pendant le siège d'Anvers, comporte la représentation de la citadelle au recto.
Près de l'église de la commune néerlandaise de Ginneken a été érigé le monument de la citadelle, construit et inauguré en 1874 en mémoire des soldats néerlandais morts pendant le siège. Les pierres originales portant le nom des cinq bastions de la citadelle ont été offertes par la Belgique aux Pays-Bas et incorporées dans le monument.
Le monument français datant de 1897, érigé pour commémorer la libération d'Anvers, est actuellement à Tournai, la ville d'Anvers l'ayant refusé sur son territoire.

## Fouilles
Les archéologues ont mis au jour quelques vestiges de la citadelle lors de fouilles effectuées notamment en 2006 et en 2012. Ainsi les fondations, la base de murailles et des débris de construction ont pu être étudiés,.